# Пуркареци (Алба)
Пуркареци (рум. Purcăreți) насеље је у Румунији у округу Алба у општини Пиану. Oпштина се налази на надморској висини од 621 m.

## Становништво
Према подацима из 2002. године у насељу је живело 333 становника, од којих су сви румунске националности.